# Bratislavski metro
Bratislavski metro (slovaško Bratislavské metro) je bil načrtovana podzemna železnica v Bratislavi na Slovaškem (takrat Češkoslovaška). Leta 1989, kmalu po začetku gradbenih del, je bil projekt ustavljen in od takrat se ni nadaljeval.
V skladu z načrti metroja sta bili predlagani dve progi. "Modra proga" (proga A) naj bi segala od okraja Devínska Nová Ves na severozahodu Bratislave skozi tovarno Volkswagen Bratislava in središče mesta do postaje Rača na severovzhodu. "Rdeča proga" (proga B) naj bi se začela v Petržalki na jugu, nadaljevala skozi središče mesta, kjer bi se srečali obe progi in na koncu vodila do letališča Letisko Milana Rastislava Štefánika na vzhodu Bratislave.
Gradbena dela, ki so se začela leta 1989, so se končala z žametno revolucijo na nekdanjem Češkoslovaškem. Kasneje so finančne težave preprečile nadaljevanje načrtov metroja. Do leta 2003 je bilo izvedenih več poskusov obnovitve teh načrtov, vendar noben ni bil uspešen. Namesto tega se mesto zdaj osredotoča na širitev že obstoječega tramvajskega omrežja.
Na približno enaki poti, kot je predvidena za metro na Petržalki, je zdaj predvidena tramvajska proga. Prva faza, od Šafárikovega trga do postaje Jungmannova čez obnovljeni Starý most, je bila zgrajena med letoma 2013 in 2016 in odprta 8. julija 2016. V drugi fazi naj bi to progo do konca leta 2023 podaljšali do končne postaje Janíkov dvor. Gradnja tega dela se je začela novembra 2021.